# Lion de Juda
Pour les articles homonymes, voir Lion (homonymie).

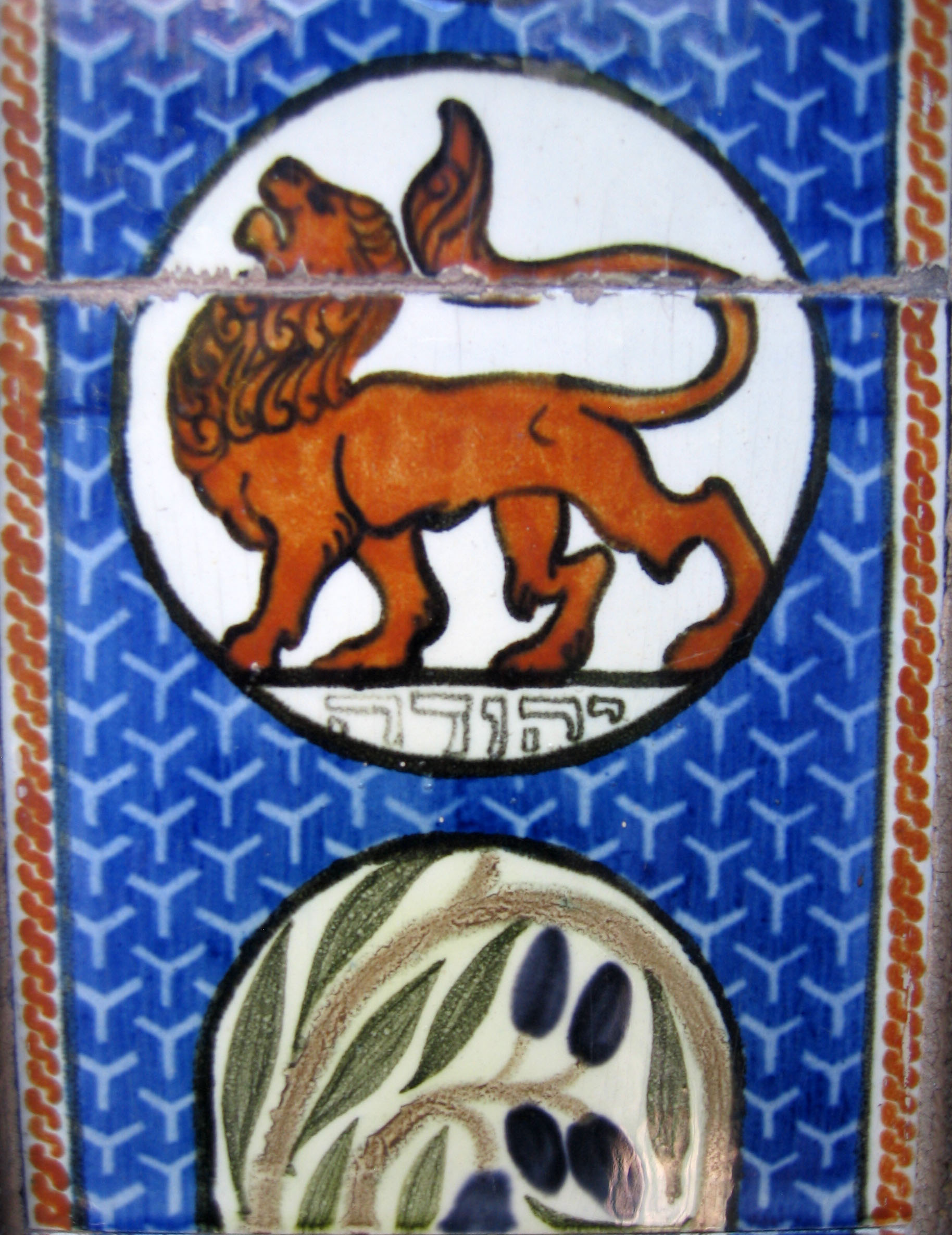
Le Lion de Juda sur une céramique de l'école Bezalel.

Le Lion de Juda a pour origine le livre de la Genèse dans lequel le lion est l'emblème de la Tribu de Juda.

## Lion de Juda dans le judaïsme

Le Lion de Juda sur le blason israélien de Jérusalem.

Dans la Genèse, le patriarche Jacob désigne son fils Juda par l'expression gour arieh (jeune lion).

## Lion de Juda dans le christianisme
Dans le christianisme, le lion de Juda représente Jésus.
Dans l'Apocalypse : « Ne pleure point ; voici, le lion de la tribu de Juda, le rejeton de David, a vaincu pour ouvrir le livre et ses sept sceaux. ».
Inspiré par le Lion de Juda, l'écrivain chrétien C.S. Lewis fait du lion Aslan une figure et une représentation christique dans Le monde de Narnia.
La « communauté du Lion de Juda et de l'Agneau Immolé » est une communauté charismatique chrétienne fondée en 1973, qui prend ensuite le nom de « communauté des Béatitudes ».

## Lion de Juda pour le mouvement rastafari

Drapeau de l'Éthiopie de 1897 à 1975.

Animal emblématique de la royauté éthiopienne (emblème animalier de la dynastie davidique et salomonique), le lion est sans aucun doute le symbole le plus souvent associé à l’identité rastafarienne.
Dès les prémices du mouvement rastafari, les premiers prédicateurs confrontent les titres hérités par Haïlé Sélassié Ier (né sous le signe du lion…) lors de son sacre impérial en novembre 1930 (« Roi des rois, Seigneur des seigneurs, Lion Conquérant de la Tribu de Juda, élu de Dieu et Défenseur de la foi ») à plusieurs passages de la Bible. Tout comme l’agneau, le lion est l’une des figures du Christ (« Juda est un jeune lion » (Genèse XXXXIX : 9)).
Très vite, le Négus est exalté comme le nouveau messie libérateur du peuple noir tel ce lion conquérant et victorieux mentionné dans les premiers chants rastas : « The Lion of Juda shall break every chain and give us the victory again and again… »
Dans le bestiaire biblique, le lion se distingue, par la noblesse de ses qualités, des autres animaux (âne, serpent, bouc, bélier…), et s’oppose, par sa droiture, à la cohorte tératologique des dragons, Baal, Bélial et autres monstruosités démoniaques. Animal quasi totémique, le lion incarne aux yeux des rastas les plus hautes qualités humaines : celles de courage, de dignité, de noblesse, de souveraineté, et de résistance… Cette vision anthropomorphe du lion se traduit dans leur expression : « Lion-Man ». Les rastas opèrent un parallèle entre leurs dreadlocks et la crinière léonine. L’intellectuel rastafarien, Dennis Forsythe souhaite faire évoluer le mouvement rastafari dans la voie de ce « lionisme ».
Figure impériale, le lion figure sur de nombreuses peintures éthiopiennes retraçant l’histoire du royaume abyssin. S’inscrivant dans cette même filiation picturale, l’art rasta le représente souvent au cœur d’un bouclier de David, pourvu d’une couronne, du sceptre royal ou d’une croix copte éthiopienne. Dans la théologie rasta, le Roi des Rois apparaît sous les traits de deux métaphores animalières complémentaires : le lion (conquérant) et l’agneau (la sagesse). La référence au « lion de la tribu de Juda » intervient chaque fois qu’un rasta tente d’expliquer sa croyance en Jah Rastafari : « Et je pleurais beaucoup de ce que personne ne fût trouvé digne d’ouvrir le Livre ni de le regarder. Et l’un des vieillards me dit : Ne pleure point ; voici le lion de la tribu de Juda, le rejeton de David, il a le pouvoir d’ouvrir le livre et ses sept sceaux. »
D’aucuns ironiseront sur les penchants carnassiers du roi des animaux, peu compatible avec la diététique Ital prônée par les rastas. Objection rapidement écartée par ces derniers qui citent une fois de plus les Ecrits Saints : « Le lion comme le bœuf mangera de la paille » (Isaïe 65:25).

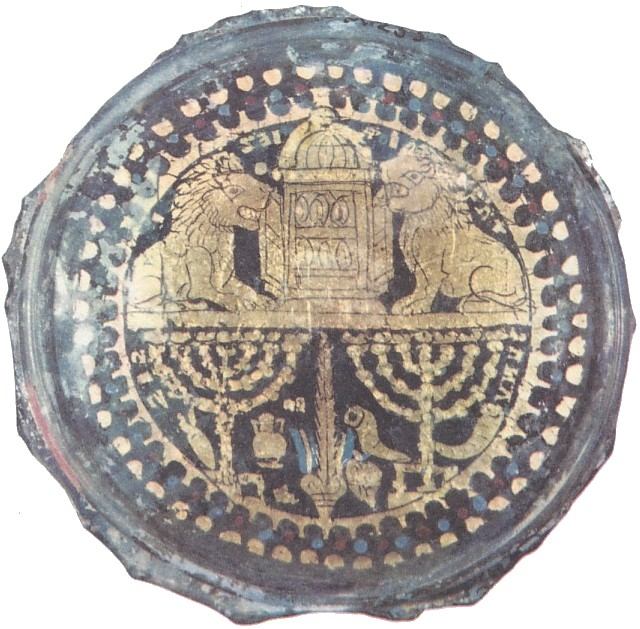
Gobelet avec lion de Juda et menorah, Rome, IIe s. ap. J.-C.